# 137ª Squadriglia radar remota
La 137ª Squadriglia radar remota (137ª Sq.R.R.) (callsign:  Campo) è un ente dell'Aeronautica Militare situato nel comune di Noto (SR), precedentemente nota come 34º Gruppo radar dell'Aeronautica Militare.
Essa opera con compiti di sorveglianza dello spazio aereo di pertinenza attraverso la gestione tecnica e la manutenzione del sensore radar, dei sistemi di scambio dati con le piattaforme radar avioportate e navali e delle radio ubicate presso la sede operativa di Mezzogregorio.
Nell'ottica di un ridimensionamento delle risorse destinate all'Aeronautica nel decennio 2013-2024 la stazione radar è stata remotizzata, ed è posta alle dipendenze della 4ª Brigata telecomunicazioni e difesa aerea di Borgo Piave (LT).
In ordine di tempo, la 137ª Squadriglia è l'ultima a divenire stazione remotizzata, passando le consegne nel 2012, dopo 52 anni di servizio come Gruppo radar.

## Storia
Il 34º Gruppo radar dell'Aeronautica Militare divenne operativo l'8 gennaio 1960 con la denominazione di Control and Reporting Center (CRC). La sua prima sede operativa fu una collina a nordovest di Siracusa, a poca distanza dal castello Eurialo.
La vicinanza al castello, da cui secondo la tradizione i Siracusani poterono resistere all'invasione romana grazie agli specchi ustori di Archimede, diede l'ispirazione allo stemma del reparto.
Nella sede di Contrada Belvedere erano collocati la sala operativa (attiva in modalità fonetico-manuale), un radar di prima generazione AN/FPS-8 e un radar di quota AN/FPS-6.
L'esigenza di collocare nuovi e più potenti sensori radar e una nuova sala operativa semi-automatizzata NADGE (NATO Air Defence Ground Environment) rese opportuno cercare una nuova sede più adatta: venne quindi individuata Contrada Mezzogregorio, località del comune di Noto in prossimità della frazione Testa dell'Acqua quale località idonea a ospitare la nuova sede operativa del centro radar. La nuova stazione fu operativa dal 1º gennaio 1984.
Nel 1987 il Reparto assunse la denominazione di 34º Gruppo radar, alle cui dipendenze fu posta la 134ª Squadriglia radar di Lampedusa come posto di monitoraggio avanzato.
Il sito di Mezzogregorio ha vissuto un costante ammodernamento tecnico: nel 1997 fu sostituito il radar bidimensionale Argos-10 con il RAT-31SL, un radar tridimensionale, nel 1997; nello stesso anno fu installato il RIS (Radar Integration System); nel 2003 fu introdotto il Multi AEGIS Site Emulator (MASE) per l'elaborazione e la presentazione dati; dal 2012, la stazione è dotata di impianti FADR (Fixed Air Defense Radar) RAT31-DL di Selex Sistemi Integrati.
Per l'assolvimento della missione assegnata, la 137ª Squadriglia si avvale di una sede logistica ubicata a Siracusa, dove è posto il comando. La base è compresa nell'ex-idroscalo militare "Tenente Arnaldo De Filippis" e nell'adiacente idroscalo civile di Siracusa. Tali strutture, operative fino al 1942, furono riconvertite dalla metà degli anni 1950 come base di supporto logistico dell'Aeronautica.
Dal luglio 2010, il 34º Gr.R.A.M. ha subìto una graduale riduzione delle proprie competenze operative, nell'ambito del programma ACCS (Air Command and Control System), che prevedeva la ristrutturazione della catena di Comando e Controllo nazionale della difesa aerea, con l'accentramento delle attività di monitoraggio presso un unico centro operativo.
Il 1º luglio del 2012 la 137ª Squadriglia radar remota ha assunto l'attuale denominazione, mentre la sede logistica ha preso il nome di Distaccamento Aeronautico di Siracusa (SR), con dipendenza gerarchica dal Vice Comandante delle Scuole A.M./3ª Regione Aerea di Bari.

## Equipaggiamenti
- dall'8 gennaio 1960, radar di Ricerca GE AN/FPS-8 e radar quotametro GE AN/FPS-6A;
- dal gennaio 1983, radar 2D Selenia Argos 10;
- dal 1997, radar 3D Selex SI RAT-31SL;
- dal 1997, attivazione RIS (Radar Integration System), che consente di controllare e gestire fino a 8 testate remote contemporaneamente: diventa possibile osservare il traffico avvistato da testate che si trovano a quasi 1000 km tra loro (in linea d'aria);
- dal 2003, attivazione del MASE (Multi AEGIS Site Emulator);
- sistema SSSB (Ship-Shore-Ship Buffer), per il collegamento con navi;
- dal 2014, previsto il passaggio al radar 3D Selex ES RAT-31DL.